# Теория фирмы
Теория фирмы состоит из ряда экономических теорий, которые объясняют и предсказывают природу фирмы, компании или корпорации, включая ее существование, поведение, структуру и отношение к рынку.

## Обзор
В упрощенном виде теория фирмы призвана ответить на следующие вопросы:
1. Существование. Почему возникают фирмы? Почему не все сделки в экономике опосредованы рынком?
2. Границы. Почему граница между фирмами и рынком находится именно там по отношению к размерам и разнообразию выпускаемой продукции? Какие сделки осуществляются внутри страны, а какие заключаются на рынке?
3. Организация. Почему фирмы структурированы таким специфическим образом, например, как иерархия или децентрализация? Каково взаимодействие формальных и неформальных отношений?
4. Неоднородность действий фирмы/выступлений. Что движет различными действиями фирм?
5. Доказательства. Какие существуют тесты для соответствующих теорий фирмы[2]?

Фирмы существуют в качестве альтернативы системе рыночно-ценового механизма, когда производство более эффективно в нерыночной среде. Например, на рынке труда фирмам или организациям может быть очень трудно или дорого заниматься производством, когда им приходится нанимать и увольнять своих работников в зависимости от условий спроса/предложения. Это также может быть дорогостоящим для сотрудников, чтобы переместить компании каждый день ищет лучшие альтернативы. Точно так же, это может быть дорогостоящим для компаний, чтобы найти новых поставщиков ежедневно. Таким образом, фирмы заключают долгосрочный контракт со своими сотрудниками или долгосрочный контракт с поставщиками, чтобы минимизировать стоимость или максимизировать стоимость прав собственности.

## Происхождение
В период Первой мировой войны акцент в экономической теории был смещен с анализа отраслевого уровня, который в основном включал анализ рынков, на анализ на уровне фирмы, поскольку становилось все более очевидным, что совершенная конкуренция больше не является адекватной моделью поведения фирм. До сих пор экономическая теория была сосредоточена на попытках понять только рынки, и было мало исследований по пониманию того, почему существуют фирмы или организации. Рынки руководствуются ценами и качеством, как показано на примере овощных рынков, где покупатель может свободно менять продавцов на бирже.
Необходимость пересмотра теории фирмы была подчеркнута эмпирическими исследованиями Адольфа Берли и Гардинера Минса, которые ясно показали, что собственность на типичную американскую корпорацию распространяется на большое число акционеров, оставляя контроль в руках менеджеров, которые сами владеют очень небольшим капиталом. Р. Л. Холл и Чарльз Дж. Хитч обнаружили, что руководители принимают решения по эмпирической закономерности, а не маржиналистским способом.

## Теория трансакционных издержек
Согласно Рональду Коузу, люди начинают организовывать свое производство в фирмах, когда трансакционные издержки координации производства через рыночный обмен, учитывая несовершенную информацию, больше, чем внутри фирмы. Рональд Коуз изложил свою теорию трансакционных издержек фирмы в 1937 году, сделав ее одной из первых (неоклассических) попыток определить фирму теоретически по отношению к рынку. Один из аспектов его «неоклассицизма» заключается в представлении объяснения фирмы, согласующейся с постоянной отдачей от масштаба, а не полагающейся на возрастающую отдачу от масштаба. Другой подход заключается в определении фирмы таким образом, который является одновременно реалистичным и совместимым с идеей замещения на марже, поэтому применяются инструменты традиционного экономического анализа. Он отмечает, что взаимодействие фирмы с рынком не может быть под ее контролем (например, из-за налогов с продаж), но ее внутреннее распределение ресурсов таково: «внутри фирмы рыночные операции устраняются, и вместо сложной рыночной структуры с обменными операциями заменяется предприниматель, который руководит производством». Он спрашивает, почему альтернативные методы производства (такие как спред и экономическое вмешательство), не могли либо достичь всего производства, так что либо фирмы используют внутренние цены для всего своего производства, или одна большая фирма управляет всей экономикой.
Если бы фирма действовала внутри страны в рамках рыночной системы, то потребовалось бы заключить много контрактов (например, даже на приобретение ручки или проведение презентации). В отличие от этого, реальная фирма имеет очень мало (хотя и гораздо более сложных) контрактов, таких как определение власти руководителя над сотрудниками, в обмен на которую работник получает зарплату. Такого рода контракты составляются в ситуациях неопределенности, в частности для отношений, которые длятся длительные периоды времени. Такая ситуация противоречит неоклассической экономической теории. Неоклассический рынок действует мгновенно, запрещая развитие расширенных отношений агент-принципал (работник-менеджер), планирования и доверия. Коуз приходит к выводу, что «фирма, вероятно, возникнет в тех случаях, когда очень краткосрочный контракт будет неудовлетворительным», и что «представляется маловероятным, что фирма возникнет без существования неопределенности».
Он отмечает, что правительственные меры, касающиеся рынка (налоги с продаж, рационирование, контроль цен), как правило, увеличивают размер фирм, поскольку фирмы внутри страны не будут подвергаться таким трансакционным издержкам. Таким образом, Коуз определяет фирму как «систему отношений, которая возникает, когда направление ресурсов зависит от предпринимателя». Поэтому мы можем думать о фирме как о становлении большего или меньшего размера в зависимости от того, организует ли предприниматель больше или меньше сделок.
Тогда возникает вопрос о том, что определяет размер фирмы; почему предприниматель организует сделки, которые он совершает, почему не больше и не меньше? Поскольку причина существования фирмы заключается в том, чтобы иметь более низкие издержки, чем рынок, верхний предел размера фирмы устанавливается за счет роста издержек до такой степени, что интернализация дополнительной сделки равна затратам на совершение этой сделки на рынке. (На нижнем пределе издержки фирмы превышают издержки рынка, и она не возникает.) На практике уменьшение отдачи от управления в наибольшей степени способствует повышению затрат на организацию крупной фирмы, особенно в крупных фирмах с большим количеством различных заводов и различными внутренними операциями (например, в конгломерате), или если соответствующие цены часто меняются.
В заключение Коуз говорит, что размер фирмы зависит от затрат на использование ценового механизма, а также от затрат на организацию других предпринимателей. Эти два фактора вместе определяют, сколько продуктов производит фирма и сколько каждого из них.

## Пересмотр теории трансакционных издержек
Согласно Луису Путтерману, большинство экономистов признают различие между внутрифирменной и межфирменной сделкой, но также и то, что они затеняют друг друга; размер фирмы определяется не только ее капиталом. Джордж Барклай Ричардсон, например, отмечает, что жесткое различие терпит неудачу из-за существования промежуточных форм между фирмой и рынком, таких как межфирменное сотрудничество.
Клейн (1983) утверждал, что «экономисты теперь признают, что такого резкого различия не существует и что полезно также рассматривать сделки, происходящие внутри фирмы, как представляющие рыночные (договорные) отношения». Издержки, связанные с такими сделками, которые происходят внутри фирмы или даже между фирмами, являются трансакционными издержками.
В конечном счете, независимо от того, является ли фирма областью бюрократического управления, защищенной от рыночных сил, или просто «юридической фикцией», «связующим звеном для набора контрактных отношений между отдельными лицами» (как выразились Дженсен и Меклинг) является «функцией полноты рынков и способности рыночных сил проникать во внутрифирменные отношения».

## Управленческие и поведенческие теории
Только в 1960-х годах неоклассическая теория фирмы была серьезно оспорена такими альтернативами, как управленческая и поведенческая теории. Управленческие теории фирмы, разработанные Уильямом Баумолем (1959 и 1962), Робином Маррисом (1964) и Оливером Уильямсоном (1966), предполагают, что менеджеры будут стремиться максимизировать свою собственную полезность и рассматривать последствия этого для поведения фирмы в отличие от случая максимизации прибыли. (Баумол предполагал, что интересам менеджеров лучше всего служит максимизация продаж после достижения минимального уровня прибыли, который удовлетворяет акционеров.) В последнее время это переросло в анализ «принципал-агент», который моделирует широко применимый случай, когда принципал (акционер или фирма) не может без затрат вывести, как агент (менеджер или поставщик) ведет себя. Это может произойти либо потому, что агент обладает большим опытом или знаниями, чем принципал, либо потому, что принципал не может непосредственно наблюдать за действиями агента; именно асимметричная информация приводит к проблеме морального риска. Это означает, что в какой-то мере менеджеры могут преследовать свои собственные интересы. Традиционные управленческие модели обычно предполагают, что менеджеры, вместо того чтобы максимизировать прибыль, максимизируют простую объективную функцию полезности (это может включать заработную плату, льготы, безопасность, власть, престиж) при условии произвольно заданного ограничения прибыли (удовлетворение прибыли).

### Поведенческий подход
Поведенческий подход, разработанный, в частности, Ричардом Сайертом и Джеймсом Марчем из школы Карнеги, делает акцент на объяснении того, как принимаются решения внутри фирмы, и выходит далеко за рамки неоклассической экономики. Многое из этого зависело от работы Герберта А. Саймона в 1950-х годах о поведении в ситуациях неопределенности, который утверждал, что «люди обладают ограниченными когнитивными способностями и поэтому могут проявлять только ограниченную рациональность при принятии решений в сложных, неопределенных ситуациях». Таким образом, индивиды и группы стремятся к «удовлетворению», то есть к достижению реалистичных целей, а не к максимизации полезности или прибыли. Сайерт и Марч утверждали, что фирма не может рассматриваться как монолит, поскольку различные индивиды и группы внутри нее имеют свои собственные стремления и конфликтующие интересы, и что поведение фирмы является взвешенным результатом этих конфликтов. Организационные механизмы (такие как «удовлетворение» и последовательное принятие решений) существуют для поддержания конфликта на уровнях, которые не являются неприемлемо вредными.

### Командное производство
Анализ командного производства Армена Алчиана и Гарольда Демсетца расширяет и уточняет более раннюю работу Коуза. Таким образом, согласно их анализу фирма возникает потому, что дополнительный выпуск обеспечивается командным производством. Успех этого зависит от способности управлять командой так, чтобы измерительные проблемы и сопутствующее уклонение могли быть преодолены, оценивая предельную производительность, наблюдая или определяя входное поведение. Однако такой мониторинг может быть эффективно поощрен только в том случае, если наблюдатель является получателем остаточного дохода от деятельности (в противном случае сам наблюдатель должен был бы подвергаться мониторингу до бесконечности). Для Алчиана и Демсетца фирма, таким образом, является организацией, которая объединяет команду, которая более продуктивна, работая вместе, чем на расстоянии вытянутой руки через рынок, из-за информационных проблем, связанных с мониторингом усилий. Таким образом, по сути, это теория «принципал-агент», поскольку именно асимметричная информация внутри фирмы, которую подчеркивают Алчиан и Демсетц, должна быть преодолена.
Слабость аргумента Алчиана и Демсетца, согласно Уильямсону, заключается в том, что их концепция коллективного производства имеет довольно узкий диапазон применения, поскольку она предполагает, что выходы не могут быть связаны с индивидуальными входами. На практике это может иметь ограниченную применимость (деятельность небольших рабочих групп, возможно, самый крупный симфонический оркестр), поскольку большинство видов деятельности в рамках фирмы (например, производство и секретарская работа) могут быть разделены, так что индивидуальные затраты могут быть вознаграждены на основе результатов. Следовательно, командное производство не может объяснить, почему существуют фирмы (в частности, крупные многозаводные и многопродуктовые фирмы).

## Специфичность активов
Для Оливера Э. Уильямсон, существование фирм проистекает из «специфичности активов» в производстве, где активы специфичны друг для друга так, что их стоимость намного меньше при вторичном использовании. Это вызывает проблемы, если активы принадлежат различным фирмам (таким как покупатель и поставщик), потому что это приведет к длительному торгу относительно выгод от торговли, потому что оба агента, вероятно, будут заблокированы в положении, когда они больше не конкурируют с (возможно большим) числом агентов на всем рынке, и стимулы больше не существуют, чтобы честно представлять свои позиции: торговля большими числами превращается в торговлю малыми числами.
Если сделка является повторяющейся или длительной, могут потребоваться повторные переговоры, поскольку происходит постоянная борьба за власть в отношении выгод от торговли, что еще больше увеличивает трансакционные издержки. Кроме того, возможны ситуации, когда покупатель может потребовать от поставщика конкретных, специфичных для фирмы инвестиций, которые были бы выгодны обоим; но после того, как инвестиция была сделана, она становится заниженной стоимостью, и покупатель может попытаться перезаключить контракт таким образом, что поставщик может понести убытки по инвестициям (это проблема задержки, которая возникает, когда любая из сторон асимметрично несет существенные затраты или выгоды до того, как они будут оплачены).
В такой ситуации наиболее эффективным способом преодоления постоянного конфликта интересов между двумя агентами (или коалициями агентов) может быть исключение одного из них из уравнения путем поглощения или слияния. Специфика активов может также в некоторой степени применяться как к физическому, так и к человеческому капиталу, так что проблема задержки может также возникнуть с трудом (например, труд может угрожать забастовкой из-за отсутствия хорошего альтернативного человеческого капитала; но в равной степени фирма может угрожать увольнением).
Вероятно, лучшим ограничением для такого оппортунизма является репутация (а не закон, из-за сложности ведения переговоров, написания и исполнения контрактов). Если репутация оппортунизма значительно вредит деловым отношениям агента в будущем, это изменяет стимулы быть оппортунистическим.
Уильямсон считает, что ограничение размера фирмы частично определяется затратами на делегирование полномочий (поскольку размер фирмы увеличивает и ее иерархическую бюрократию), а также растущей неспособностью крупной фирмы воспроизвести мощные стимулы остаточного дохода собственника-предпринимателя. Отчасти это объясняется тем, что в природе крупной фирмы ее существование является более безопасным и менее зависимым от действий какого-либо отдельного лица (увеличивая стимулы к уклонению), а также тем, что права вмешательства из центра, характерные для фирмы, как правило, сопровождаются некоторой формой страхования доходов для компенсации меньшей ответственности, тем самым ослабляя стимулы. Милгром и Робертс (1990) объясняют возросшие затраты на управление мотивацией сотрудников предоставлять ложную информацию, выгодную для них самих, что приводит к затратам менеджеров на фильтрацию информации, а зачастую и на принятие решений без полной информации. Это становится хуже с размером фирмы и большим количеством слоев в иерархии. В ходе эмпирического анализа трансакционных издержек предпринимались попытки измерить и ввести в действие трансакционные издержки. Исследование, которое пытается измерить трансакционные издержки, является наиболее критическим пределом для усилий по потенциальной фальсификации и валидации экономики трансакционных издержек.

## Экономика фирм
Теория фирмы рассматривает то, что ограничивает размер и выпуск различных фирм. Это включает в себя то, как фирмы могут сочетать труд и капитал, чтобы снизить средние издержки на продукцию, либо за счет увеличения, уменьшения или постоянной отдачи от масштаба для одной производственной линии, либо за счет экономии объема для более чем одной производственной линии.

## Остальные модели
Модели эффективной заработной платы, подобные модели Шапиро и Стиглица (1984), предполагают, что заработная плата является дополнением к мониторингу, поскольку это дает сотрудникам стимул не уклоняться, учитывая определенную вероятность обнаружения и последствия увольнения. Уильямсон, Вахтер и Харрис (1975) предлагают стимулы продвижения внутри фирмы в качестве альтернативы мониторингу морального вреда, где продвижение основано на объективно измеримой производительности. Лейбенштейн (Leibenstein, 1966) рассматривает нормы или соглашения фирмы, зависящие от ее истории управленческих инициатив, трудовых отношений и других факторов, как определяющие «культуру» усилий фирмы, тем самым влияющие на производительность фирмы и, следовательно, на ее размер.
Джордж Акерлоф (1982) развивает модель взаимного обмена подарками, в которой работодатели предлагают заработную плату, не связанную с колебаниями выпуска и превышающую рыночный уровень, а работники проявляют заботу о благосостоянии друг друга, так что все прилагают усилия выше минимально необходимого, но более способные работники не вознаграждаются за их дополнительную производительность; опять же, размер здесь зависит не от рациональности или эффективности, а от социальных факторов. В общем, предел размера фирмы дается там, где издержки возрастают до такой степени, что рынок может осуществлять некоторые сделки более эффективно, чем фирма.
Недавно Йохай Бенклер еще раз поставил под сомнение жесткое различие между фирмами и рынками, основанное на растущей значимости систем «совместного однорангового производства», таких как программное обеспечение с открытым исходным кодом (например, Linux), Википедия, Creative Commons и т. д. Он выдвинул этот аргумент в книге «Богатство сетей: как социальное производство трансформирует рынки и свободу», вышедшей в 2006 году.

## Теория Гроссмана-Харта-Мура
В современной теории контрактов, теория фирмы часто отождествляется с подходом к правам собственности, который был разработан Сэнфордом Гроссманом, Оливером Хартом и Джоном Муром. Подход прав собственности к теории фирмы также известен как «теория Гроссмана-Харта-Мура». В своей основополагающей работе Гроссман и Харт (1986), Харт и Мур (1990) и Харт (1995) разработали парадигму неполного контракта. Они утверждают, что если контракты не могут определить, что должно быть сделано, учитывая все возможные непредвиденные обстоятельства, то права собственности (и, следовательно, твердые границы) имеют значение. В частности, рассмотрим продавца промежуточного товара и покупателя. Должен ли продавец владеть физическими активами, необходимыми для производства товара (неинтеграция), или покупатель должен быть собственником (интеграция)? После того, как были сделаны инвестиции в конкретные отношения, продавец и покупатель заключают сделку. Когда они будут симметрично проинформированы, они всегда согласятся сотрудничать. Тем не менее, распределение излишков зависит от выплат по разногласиям сторон (выплат, которые они получат, если не будет достигнуто соглашение), которые, в свою очередь, зависят от структуры собственности. Таким образом, структура собственности оказывает влияние на стимулы к инвестированию. Центральное понимание теории состоит в том, что сторона с более важным инвестиционным решением должна быть владельцем. Другой важный вывод заключается в том, что совместное владение активами является неоптимальным, если инвестиции осуществляются в человеческий капитал.